# 李天祐 (山东)
李天祐（1253年—1303年），《蒙兀兒史記》作李天祜，字吉甫，元朝将领，清平（今山东省高唐县西南）人。
李天祐开始担任湖广行省掾。元世祖至元二十四年（1287年），他以湖广行省都事作为樊楫的部将南征安南。樊楫派他追赶陈日烜，进至塔山洋，获胜，斩首二千级，跟随樊楫来师，至白藤江，战败，李天祐等人被擒获。安南人断其发将其囚禁。守者松懈，李天祐逃脱回国。元成宗大德五年（1301年）官至象山县尹。大德七年（1303年）卒。